# Neudorf bei Parndorf
Neudorf bei Parndorf est une commune autrichienne du district de Neusiedl am See dans le Burgenland.